# ローラン・テシュネ
ローラン・テシュネ（Laurent Teycheney, 1959年 - ）は、日本在住のフランス人音楽家、チェンバロ奏者、音楽教育者。

## 来歴
1959年パリ生まれ。ブール・ラ・レーヌ-ソー音楽院にてベティ・ヴィオーの下でピアノを始め、パリのスコラ・カントルムでアンヌ・ビヤール＝グラポットについて声楽伴奏を学ぶ。その後、パリ国立高等音楽院に入学し多くの科で受賞している：専門ソルフェージュをベルト・デュリュ＝ドラクールとリュシー・ロベール＝ディエッセル、エリアーヌ・ジェルネーズ、和声をアンリ・シャラン、ピエール・ランティエ、ジャン・ルメール、対位法をジャン＝ポール・オルシュタイン、フーガをミシェル・メルレ、チェンバロと通奏低音をロベール・ヴェロン＝ラクロワ、ローランス・ブーレー、室内楽をモーリス・ブルグ、ピエール・セシェ、音楽史をブリジット・フランソワ＝サッペー、初見をリシャール・シーゲル、分析をフランソワーズ・リゥニエ、バロック音楽をウィリアム・クリスティ、調律/音律をピエール＝イヴ・ アスラン、管弦楽法をセルジュ・ニグに師事。平行して、ピアノをレーヌ・ジャノーリ、アルド・チッコリーニ、ピアノ伴奏法をアンリエット・ピュイグ＝ロジェ、フォルマシオン・ミュジカルをオデット・ガルテンローブ、作曲をヌイエン・ティエン・ダオ、フランソワ=ベルナール・マッシュ、ユーグ・デュフール、ジルベール・アミに師事。
1980年から、ヴィロフレー、サルセル、コンピエーニュ、オートイユ（パリ16区）の各音楽院で教鞭をとり、モンルージュ音楽院院長に就任。1995年に来日し、神奈川県の昭和音楽大学の助教授を経て、現在は桐朋学園大学音楽学部の講師、東京藝術大学の准教授を務める。その一方で、全日本電子楽器教育研究会、神奈川アーツ、日本音楽理論研究会、フォーレ協会などのシンポジウム等にパネラーとして参加したり、2006年からは毎年"J'aime le Solfege!"と題して、演奏家、歴史家、教育家と老若男女の聴衆が一堂に会する「初演・レクチャー・コンサート」のイベントを開催している。

## 録音・出版物
『フランス・バロック舞曲集』（音楽之友社 2001）、『18世紀フランス王朝時代からの 鍵盤曲集』（全音楽譜出版社）をはじめ、遠藤雅夫、松下功とともにCDシリーズ『聴音』（fontec 2005）を制作している。毎年、東京藝術大学の大学紀要にも論文を発表している。

## 演奏活動
チェンバロ奏者として、フランスをはじめとするヨーロッパ、日本、中東などにおいて、古典のレパートリーだけでなく、現代の作品も演奏し、また自身のために作曲された作品を初演することもある。ジェラール・プーレ、パスカル・ベルタン、シルヴィー・スュレ、ピエール＝イヴ・アルトー、宮田まゆみ、藤原道山、藤本隆文、岡本知高、早島万紀子、篠崎和子との共演をはじめ、ポール・クエンツ管弦楽団、パリ室内管弦楽団、ノルマンディ室内管弦楽団、日本音楽集団、東京シティ・フィルハーモニック・オーケストラなどとも共演している。
日本では、「チェンバロ+」の演奏会をシリーズとして開催し、チェンバロとのアンサンブルとしては斬新な楽器（和楽器、ハープ、打楽器、オルガンなど）とのアンサンブルを行っている。こうした演奏会はCD・DVDに記録されたほか、演奏曲の楽譜も出版されている。2008年から2011年まで東京・代々木上原「ムジカーザ」にて斬新な企画のコンサートをプロデュース。楽譜出版のマザー・アース株式会社の『チェンバロ』コレクションの監修も行っている。

## 作品
声楽アンサンブルや器楽のための作曲も手がけている。主な作品は下記のとおり。
「マックスとマクシモンストゥル　Max et les Maximonstres」 (1985) , 「ギヨーム・アポリネールの詩によるアポリアージュ Appolliages , sur des poemes de Guillaume Appollinaire」(1986) , 「オペレット89　Operette 89」 (1989) , 「パリ＝ウィーン91　Paris-Vienne 91」 (1991) , 「ヨーロッパアジア・ショー1/2　EuropAsie Show 1/2 」(1994-1995) , 「音程の迷宮1/2　Labyrhintes d'Intervalles 1/2 」(1999-2003) , 「クリスマス！　Noel!」　(2000) , 「常ににこやかに Gardons le Sourire」 (2005) , 「（非）人間的な声　La Voix (In)Humaine」(2008).

その他にも、音楽的パッチワークとしての異なった楽器編成へのアレンジ作品がある。主な編曲作品は次のとおり。
「学習院初等科」 (1993) . フランシス・プーランクの「声」 (1997) . アーノルド・シェーンベルクの「期待」 (2002)

## アンサンブル室町
2007年に「アンサンブル室町」の立ち上げから監督を務め、公演の製作と舞台演出を手がける。「アンサンブル室町」とは和楽器と古楽器のアンサンブルに、演劇、舞踏などの芸術表現を組み合わせた世界に類を見ない表現集団である。公演タイトル：「豊臣秀吉の夢」（2007）、「邯鄲の夢」（2008）、「ポール・クローデルの百扇帖」（2009）